# Mónica Pinto
Mónica Pinto (7 de agosto de 1952) es una abogada y docente argentina. Es la primera mujer en haber ocupado el decanato de la Facultad de Derecho de la Universidad de Buenos Aires. Fue galardonada con un Premio Konex en Humanidades.

## Biografía
Pinto estudió derecho en la Universidad de Buenos Aires, graduándose con un grado en 1975 y con un doctorado en 1983.
El 1 de agosto de 2015 Pinto asumió el cargo como la relatora especial de las Naciones Unidas para la independencia de jueces y abogados, posición que mantuvo hasta ser sucedida por Diego García Sayán en 2016.
Pinto es un profesora de derecho internacional y de derecho internacional de los derechos humanos en la Facultad de Derecho de la Universidad de Buenos Aires, y jueza tanto del Tribunal Administrativo del Banco Mundial como aquel del Banco de Desarrollo Interamericano.
Ejerció el cargo de decana de la Facultad de Derecho de la Universidad de Buenos Aires por el período 2010 - 2014 y renovó su cargo por el período 2014 - 2018.
Ha publicado libros y artículos en relación con el Derecho Internacional y los Derechos Humanos, tanto en el país como en el extranjero.
Pinto se desempeña actualmente como juez ad hoc en el caso Delimitación y soberanía terrestre y marítima sobre las islas (Gabón/Guinea Ecuatorial) ante la Corte Internacional de Justicia. Fue nombrada por Gabón.

## Reconocimientos y premios
- 2021 - Reconocimiento como "Personalidad destacada de la Universidad de Buenos Aires",[12] durante los festejos por el Bicentenario de dicha universidad,[13] recibiendo también una medalla personalizada, una moneda acuñada por la Casa de la Moneda y un sello postal del Correo Argentino (especialmente elaborados para la ocasión).[14]
- 2019 - Doctorado honoris causa otorgado por la Universidad Nacional de La Plata.[10]
- 2019 - Doctorado honoris causa otorgado por la Facultad de Derecho de la Universidad de Chile.[15]
- 2016 - Premio Konex de Platino de Humanidades en la disciplina "Derecho Procesal, Internacional y de la Integración" y Diploma al Mérito 2016 en la misma categoría.[16]
- 2012 - Premio Margarita de Ponce de la Unión de Mujeres Argentinas.[10]
- 2011 - Declarada Personalidad Destacada en los Derechos Humanos de la Ciudad Autónoma de Buenos Aires.[17]
- 2009 - Medalla “Goler T. Butcher” por su contribución al derecho internacional de los derechos humanos, por parte de la American Society of International Law.[18]
- 2008 - “Chevalier de L´Ordre National du mérite”, distinción otorgada por parte de la República Francesa.[18]